# Proto-Mongolen
Als Proto-Mongolen werden jene Völkerschaften bezeichnet, die in den ersten Jahrhunderten n. Chr. die zentralasiatischen Steppen bewohnten. Es waren vor allem Völker mit
mongolischer und tungusischer Sprache, die sich allerdings in Kultur und Lebensweise sehr ähnlich waren. 
Die Proto-Mongolen errichteten schließlich mehrere Reiche in Asien und als ihre bekanntesten Vertreter seien hier die 
- Xianbei
- Rouran
- Kitan

genannt.
Als ihre unmittelbaren Nachfahren gelten die Mongolen, die zur Zeit der Yuan-Dynastie lebten und klassisches Mongolisch sprachen, als mittelbare Nachfahren werden die heutigen Ethnien, zum Beispiel der Chalcha, Kalmücken und Oiraten angesehen.